# Разер, Дэн
Даниэль Ирвин «Дэн» Разер (англ. Daniel Irvin Rather Jr.; род. 31 октября 1931 года) — американский журналист, который раньше вёл вечерние эфиры на канале телекомпании Си-Би-Эс (CBS). Разер был ведущим вечерних новостей CBS на протяжении 24 лет, с 9 марта 1981 года по 9 марта 2005 года. Также участвовал в программе CBS 60 минут. Разер перестал вести CBS Evening News в 2005, когда оказался втянут в спор о репортаже про Вьетнам и президента Буша, и окончательно покинул CBS в 2006. На прощание он сказал телезрителям: «Каждому из вас — смелости!». Сейчас он главный редактор и ведущий телевизионных новостей Dan Rather Reports на канале AXS TV.
Впервые попробовал себя в роли журналиста в школе. Затем в колледже в Хантсвилле им был сделан студенческий листок. Позже он стал работать репортером в одной техасской газете, а в 1950 году Разер начал телевизионную карьеру как репортер агентства Associated Press.
Работал в зоне урагана "Карл" в 1961 году, в Далласе в 1963 году, во Вьетнаме и Лондоне в 1965, с 1970х ведущий вечерних новостей
В 2024 провел выпуск ТВ передачи NASA "At Space to Ground..

## Награды
Разер получил несколько Эмми и несколько премий Пибоди, а также различные почётные степени от университетов.
| Награда       | Год  | Название программы                            |
| ------------- | ---- | --------------------------------------------- |
| Премия Пибоди | 1975 | CBS News                                      |
| Премия Пибоди | 1976 | 60 Minutes                                    |
| Премия Пибоди | 1994 | CBS Reports: D-Day                            |
| Премия Пибоди | 1995 | CBS Reports: In the Killing Fields of America |
| Премия Пибоди | 2000 | 48 Hours: Heroes Under Fire                   |
| Премия Пибоди | 2001 | 60 Minutes II: Memories of a Massacre         |
| Премия Пибоди | 2004 | 60 Minutes II: Abuse at Abu Ghraib            |